# Григорович, Леонид Андреевич
Леонид Андреевич Григорович (1916—1979) — полковник Советской Армии, участник Великой Отечественной войны, Герой Советского Союза (1944).

## Биография

Могила Григоровича на Кунцевском кладбище.

Леонид Григорович родился 22 марта 1916 года в железнодорожном посёлке станции «Славяносербск» (ныне — посёлок Лозовский Славяносербского района Луганской области Украины) в семье служащего. Окончил семь классов школы, затем школу фабрично-заводского ученичества при заводе имени Ильича в Мариуполе. Работал электромонтёром мартеновского цеха. В 1936 году он окончил первый курс Харьковского индустриального института. В 1937 году Григорович был призван на службу во внутренние войска НКВД СССР. Служил в дивизии имени Дзержинского, был красноармейцем, курсантом полковой школы младшего комсостава, заместителем политрука, политруком роты. С июня 1941 года — на фронтах Великой Отечественной войны. С 1942 года воевал в составе Рабоче-крестьянской Красной Армии. К октябрю 1943 года старший лейтенант Леонид Григорович был заместителем командира батальона по политчасти 188-го стрелкового полка 106-й стрелковой дивизии 65-й армии Центрального фронта. Отличился во время битвы за Днепр.
15-16 октября 1943 года батальон, в котором служил Григорович, форсировав Днепр, захватил высоту к юго-западу от посёлка Лоев Гомельской области Белорусской ССР. Григорович заменил собой получившего во время атаки ранение командира батальона. 17-18 октября батальон отбил десять немецких контратак, удержав захваченный плацдарм до подхода основных сил.
Указом Президиума Верховного Совета СССР «О присвоении звания Героя Советского Союза генералам, офицерскому, сержантскому и рядовому составу Красной Армии» от 15 января 1944 года за «образцовое выполнение боевых заданий командования на фронте борьбы с немецкими захватчиками и проявленными при этом отвагу и геройство» старший лейтенант Леонид Григорович был удостоен высокого звания Героя Советского Союза с вручением ордена Ленина и медали «Золотая Звезда» за номером 2433.
После окончания войны Григорович продолжил службу в Советской Армии. В 1945 году он окончил курсы заместителем командиров частей по политчасти, в 1950 году — Военную академию имени Фрунзе. До 1969 года преподавал в Военно-политической академии имени Ленина. В 1969 году в звании полковника Григорович был уволен в запас. Проживал в Москве, работал начальником штаба гражданской обороны ВНИИ холодильного машиностроения. Занимался общественной деятельностью. Умер 30 ноября 1979 года, похоронен на Кунцевском кладбище Москвы.
Был также награждён орденами Красного Знамени и Красной Звезды, а также рядом медалей.